# La boda de la chica
La boda de la chica es una obra de teatro escrita por Alfonso Paso y estrenada en el Teatro María Guerrero de Madrid el 8 de enero de 1960.

## Argumento
Arturo y Fernanda forman un matrimonio humilde, en el que ella trabaja como portera en un edificio. Fernanda lamenta continuamente las dificultades de su miserable vida, mientras que su hija Antonia, en edad casadera, es dependiente en unos almacenes.

## Representaciones
- Teatro (estreno, en 1960). 
  - Dirección: Claudio de la Torre.
  - Intérpretes: Lina Rosales, Ángel Picazo, Montserrat Blanch, Mariano Azaña, Gabriel Llopart, Pedro Sempson, Esperanza Grases, Paula Martel.

- Televisión (en el espacio de TVE Estudio 1, 23 de febrero de 1966). 
  - Realización: Cayetano Luca de Tena.
  - Intérpretes: Pablo Sanz, Elisa Ramírez, Mari Carmen Prendes, Antonio Martelo, Jaime Blanch, Gloria Cámara, Manuel Galiana, Juan Diego, Manuel Torremocha.

- Televisión (en el espacio de TVE Estudio 1, 10 de febrero de 1980).  
  - Intérpretes: Luisa Sala, Ramón Durán, María Jesús Lara, Jaime Blanch, Manuel Galiana, Joaquín Molina, Isabel María Pérez, Mary González.